# Rabaska
Cet article concerne l'embarcation. Pour la revue d'ethnologie, voir Rabaska (revue). Pour le projet portuaire, voir Rabaska (projet industriel).

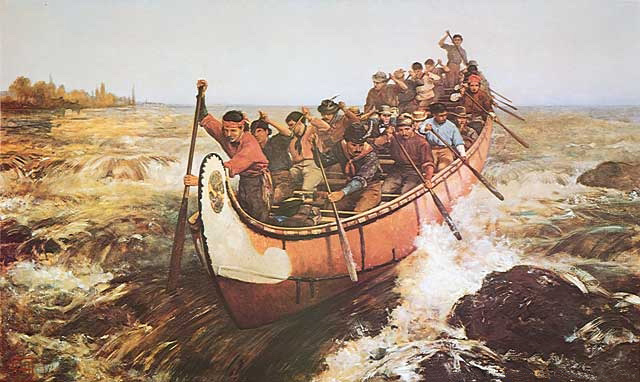
Descente de Rapides (Frances Anne Hopkins, 1879)

Le rabaska était à l'origine un type de grand canot d'écorce algonquien, ou canot de maître (d'après le nom de famille de plusieurs artisans de Trois-Rivières qui construisaient ce genre de canot), qui permit la pénétration de l'Amérique par les explorateurs français et canadiens aux XVIIe et XVIIIe siècles, puis par les voyageurs jusqu'à la fin du XIXe siècle. Il évoque l'implantation de la civilisation française partout en Amérique du Nord, son adaptation au continent nouveau et son développement au contact des cultures autochtones et des immigrants, qui s'agrégèrent à elle dans les siècles suivants,.

## Étymologie
Le mot rabaska est un canadianisme, plus précisément du français québécois. Il est originaire d'une altération du mot amérindien Athapaskaw, qui est commun aux langues algonquiennes et cris. La signification amérindienne de ce mot est herbes et roseaux ici et là.

## Spécifications techniques
Les dimensions d'un rabaska sont particulièrement impressionnantes. Cette embarcation allongée fait environ dix mètres de longueur par un mètre cinquante de largeur et est capable de contenir un équipage de plus de dix hommes et de porter des charges considérables. La masse d'un rabaska est d'environ 150 kilos.
Sur un rabaska, l'équipage typique est constitué de douze pagayeurs distribués sur six bancs de nage et d'un barreur à l'arrière. Les qualités du rabaska sont sa rapidité et sa robustesse. Son défaut est son tirant d'eau élevé. Dans des rivières peu profondes, un échouement peut survenir. Pour prévenir une dérive, les rameurs de proue doivent sauter à l'eau rapidement et déloger l'embarcation.

## Utilisation historique

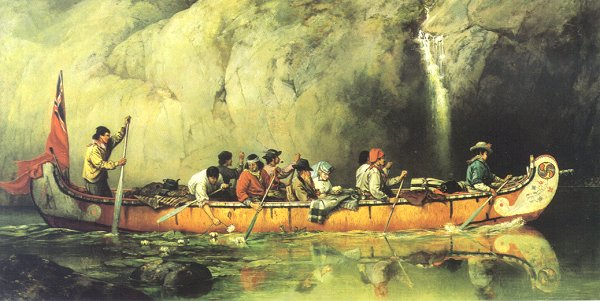
Équipage d'un canot passant devant une cascade (Frances Anne Hopkins, 1869).

Les amérindiens utilisaient le rabaska pour les déplacements, le commerce ou la recherche de sites nouveaux pour l'installation de leurs familles dans un environnement viable.
Le rabaska était l'embarcation privilégiée des marchands de fourrure à cause de sa capacité de charge. Il servait autant au ravitaillement des postes éloignés qu'au transport de la ressource fourrure. Chaque printemps, des dizaines de canots de ce genre, manœuvrés par des équipages aguerris, entreprenaient le long voyage à partir de Lachine (Montréal) vers les Pays-d'en-Haut pour aller chercher les précieuses fourrures et revenir au début de l'automne. Sa robustesse permettait l'exploration et l'exploitation de territoires éloignés qui étaient inaccessibles aux autres types d'embarcation. Certaines compagnies embauchaient des chanteurs pour maintenir la cadence des pagayeurs et augmenter la production.

## Utilisation contemporaine

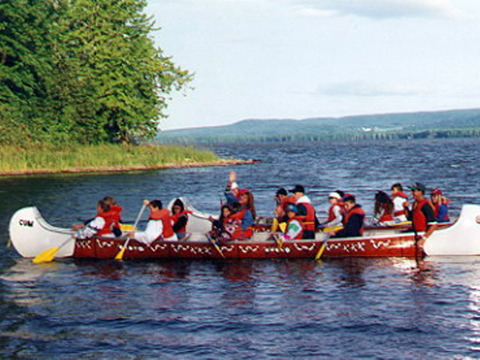
Jeunes en rabaska sur le lac des Deux-Montagnes.

Aujourd'hui, le rabaska est un loisir pour les amateurs de plein air. Le nombre élevé de pagayeurs et la stabilité de l'embarcation permet des moments de détente et d'observation.
Le rabaska connait également un engouement auprès des sportifs en tant que sport de compétition au Québec. Chaque année, à la fin du mois d'août se tient la Classique internationale de canots de la Mauricie, où on peut également y voir une importante compétition d'équipes de rabaska. Cette compétition de 3 jours fait la descente de la rivière Saint-Maurice, de La Tuque jusqu'à Trois-Rivières sur près de 200 km.